# 白崎泰夫
白崎 泰夫（しらさき やすお、1933年7月24日 - 2019年7月1日）は、広島県竹原市出身のプロ野球選手。ポジションは投手。

## 来歴・人物
少年時代は家族で広島から旧満州に渡り、敗戦に伴い日本に引き揚げた。その後、中学編入後に野球を始め、忠海高校二年生の秋から本格的に投手となる。当時、中国一と謳われた豪速球で、1952年に夏の甲子園県予選にて優勝したが、西中国大会1回戦で柳井商工のエース森永勝也に抑えられ敗退し、甲子園出場はならなかった。
しかし、広島商や広陵高など強豪を破り、当時全くの無名であった忠海高校が県大会で優勝したことから注目され、翌1953年に南海ホークスへ入団。なかなか一軍で活躍できなかったが、1958年には先発陣の一角として起用され7勝を挙げる。しかし1959年には登板機会が減少し、同年限りで引退する。スライダーとドロップを武器にした。
親族に外務事務次官であった林貞行がおり、林は白崎の母方の叔父にあたる。

## エピソード
無名校に近い忠海高校が、エースの白崎の活躍で県大会に優勝した直後、当時の南海ホークス監督である鶴岡一人の私設スカウトである上原清二（鶴岡と広島県立広島商業高等学校時代の同級生で親友）は呉線に乗り、竹原に向かった。たまたま車両で、他球団の二人のスカウトと一緒になり、呉越同舟、世間話をしながら竹原駅まで同行したが、改札を出たとたん競争となり、白崎の自宅（忠海町宮床）までタクシーを飛ばし、上原は裏口から家に飛び込んで、タッチの差で白崎の母と先に面談することができた。話を終えて家を出ると、道路には近所の人が人だかりになっており、人々は「人買いが来ておるということじゃ」と噂していたという。白崎は、すでに特待生として早稲田大学への進学が決まっていたが、鶴岡監督の熱心な説得で、南海ホークスへの入団を決心した。当時の新聞記事によれば白崎は28球団からオファーがあったとされる。
1954年8月16日、平和台球場で行われた西鉄ライオンズ戦では、先発の大神武俊に代わって3回裏一死からマウンドに上がったが、最初の打者高倉照幸への初球を暴投した。これを見た鶴岡一人監督は投手を白崎から宅和本司に交代させ、試合は5対4で南海が勝利し、そのまま宅和は勝利投手となった。しかし、白崎は高倉との対戦を終了しておらず、野球規則上は最低一人の打者との対戦を終了しなければ投手は交代できないため、宅和に交代することができないはずだったが、審判始め関係者が誰も気づかず、規則の例外記録になった。試合終了後にこの事実に気づいた関係者が対応を協議し、「白崎が急に腹痛を起こしたため」という理由が付けられた。白崎はこれがシーズン初登板であり、またこのあとのシーズン中に一度も登板することはなく、この年の公式記録は「登板=1」で「打者=0」という結果となった。1954年のパ・リーグは4連覇を目指す南海ホークスと、西鉄ライオンズとの激しい戦いとなった。8月中旬まで西鉄が首位であったが、下旬から9月にかけて南海ホークスがプロ野球新記録の18連勝で猛追し、一旦連勝がストップした後にさらに8連勝し西鉄から首位を奪取した（この1ヶ月半で南海は26勝1敗、勝率.963と驚異的な成績であった）。その後両チームのデッドヒートは最後まで続き西鉄ライオンズが10連勝で再度首位に返り咲き、南海ホークスも最後の10試合で9勝1敗と頑張ったが、最終的には0.5ゲーム差で西鉄ライオンズが鼻差で振り切った。このような背景から、この日の1勝は南海ホークスにとって貴重なもので、一つのゲームも落とすわけにはいかず、「病欠のため」ということにしたのである。
1956年6月29日、大阪球場で行われた近鉄パールス戦に今期初登板した。5回に四球で出塁した堀井数男を木塚忠助が初球を中前安打してこれを還し、さらにその後一、二塁に杉山光平が黒田の第二球を軽く中前に合わせたが、これを松岡が後逸して三塁打とする間に勝負を決めた。この日、白崎が7回に小畑正治に代わるまで、ドロップとスライダーで好投をつづけたが、又、7回に内角直球を左越に本塁打した藤重登の馬力とともに、首位確保にあえぐ南海には新しい戦力の発見となった。
1958年5月3日、大阪球場で行われた阪急ブレーブスとの第5戦は、白崎の先発ローテーション入りのきっかけとなる試合となった。阪急が3点リードでむかえた7回、南海が先発の種田弘より2点を返し、阪急は一死よりエース梶本隆夫を投入した。白崎はその裏の8回から負けている試合にリリーフ登板した。南海はその後最終回二死から大沢昌芳（大沢啓二）が三遊間ヒットで出塁すると、途中代打出場した田中一郎がエース梶本の初球をレフトスタンドに打ち込み、逆転サヨナラホームランで劇的な勝利をおさめた。この田中の一振りがこの年、白崎の32試合登板と7勝をあげることに繋がるなど、まさに奇跡の一発であった。

## 詳細情報

### 年度別投手成績
| 年 度    | 球 団    | 登 板 | 先 発 | 完 投 | 完 封 | 無 四 球 | 勝 利 | 敗 戦 | セ 丨 ブ | ホ 丨 ル ド | 勝 率 | 打 者 | 投 球 回 | 被 安 打 | 被 本 塁 打 | 与 四 球 | 敬 遠 | 与 死 球 | 奪 三 振 | 暴 投 | ボ 丨 ク | 失 点 | 自 責 点 | 防 御 率 | W H I P |
| -------- | -------- | ----- | ----- | ----- | ----- | -------- | ----- | ----- | -------- | ----------- | ----- | ----- | -------- | -------- | ----------- | -------- | ----- | -------- | -------- | ----- | -------- | ----- | -------- | -------- | ------- |
| 1953     | 南海     | 3     | 1     | 0     | 0     | 0        | 0     | 1     | --       | --          | .000  | 38    | 8.2      | 6        | 1           | 8        | --    | 0        | 4        | 1     | 0        | 5     | 5        | 5.00     | 1.62    |
| 1954     | 南海     | 1     | 0     | 0     | 0     | 0        | 0     | 0     | --       | --          | ----  | 0     | 0.0      | 0        | 0           | 0        | --    | 0        | 0        | 1     | 0        | 0     | 0        | ----     | ----    |
| 1956     | 南海     | 7     | 3     | 0     | 0     | 0        | 1     | 1     | --       | --          | .500  | 98    | 24.2     | 23       | 1           | 2        | 1     | 0        | 22       | 1     | 0        | 6     | 4        | 1.44     | 1.01    |
| 1957     | 南海     | 9     | 2     | 1     | 0     | 0        | 2     | 0     | --       | --          | 1.000 | 106   | 27.2     | 18       | 1           | 5        | 0     | 1        | 23       | 0     | 0        | 5     | 5        | 1.61     | 0.83    |
| 1958     | 南海     | 32    | 15    | 3     | 0     | 0        | 7     | 8     | --       | --          | .467  | 481   | 120.2    | 95       | 7           | 29       | 3     | 2        | 82       | 5     | 0        | 40    | 37       | 2.75     | 1.03    |
| 1959     | 南海     | 5     | 1     | 0     | 0     | 0        | 0     | 0     | --       | --          | ----  | 32    | 7.0      | 8        | 1           | 4        | 0     | 1        | 2        | 1     | 0        | 5     | 5        | 6.43     | 1.71    |
| 通算:7年 | 通算:7年 | 57    | 22    | 4     | 0     | 0        | 10    | 10    | --       | --          | .500  | 755   | 188.2    | 150      | 11          | 48       | 4     | 4        | 133      | 9     | 0        | 61    | 56       | 2.67     | 1.05    |

### 背番号
- 59 （1953年）
- 40 （1954年 - 1959年）

## 関連情報

### エッセイ
- 「白崎泰夫の球談巷談」（スポーツニッポン新聞社）
- 「球界清談」（寝具新聞社）
- 「温球知心」（日本寝装新聞社）
- 「プロ野球の健康管理」（寝具新聞社）
- 「最近の投手の物の考え方」（雑誌ゆとり）
- 「おしゃれ放談」（スポーツニッポン新聞社）
- 「私の少年時代〜満州での生活と引き揚げ体験〜」（明光社）